# Skjuvmodul
Det linjära förhållandet mellan skjuvspänning och skjuvtöjning beskrivs av skjuvmodulen (G) som har dimensionen kraft per area och mäts i pascal, oftast gigapascal (GPa). Skjuvmodulen ingår i Hookes lag för skjuvning:
{\displaystyle \tau =G\gamma }
För isotropa material gäller följande samband mellan skjuvmodulen och elasticitetsmodulen:
{\displaystyle G={E \over 2(1+\nu )}}
där {\displaystyle \nu } står för Poissons konstant.